# 精神病学
精神醫學（英語：Psychiatry）是一門關於心智及精神疾病的治療與預防的醫學專科。精神疾患因為容易慢性化及復發，患者常需要長期或終生接受治療。如何採取有效的治療，常因不同的患者及情境而有不同的考量。
醫療院所中的精神科也可能會被稱身心科、身心醫學科。兒童精神科也可能被稱兒童心智科或兒童心理科。
精神醫學與神經醫學從數十年前分開，神經醫學處理如中風等腦部疾患，精神醫學則治療心智疾患（mental illness）；隨著神經科學進展，這兩個研究中樞神經疾病的臨床範圍於近年互有涵蓋。

## 精神科的專業人員
精神醫學中的醫事人員包含精神科醫師、精神科護理人員、臨床心理師以及職能治療師，另外尚有以精神科為專長之社會工作師或社會工作員等之專業人員。
台灣的精神科醫師，在大學醫學系（6年制）、或者學士後醫學系（4年制），完成一般醫學訓練、通過醫師國家考試後，選擇精神醫學專科4年的訓練，期滿通過專科醫學會審核並得到認證之醫師，能使用包括藥物與心理治療等方式來協助精神疾患。精神科醫師在訓練階段，除了生物精神醫學，也必須接受心理治療（如：精神分析、動力取向心理治療、認知行為治療、團體心理治療等）的訓練，並使用於他們的臨床服務中。精神科醫師所受的生物醫學及精神藥理訓練是他們和臨床心理師及其他治療師有所區別之處。
而臨床心理師的訓練，在台灣則需接受完整的臨床心理學研究所課程、一年的實習，並通過臨床心理師專技高考才可取得臨床心理師證書。臨床心理師在醫院主要工作是提供高品質的心理衡鑑，協助醫療評估。
精神科護理人員和精神科社會工作者在精神科專業中具有重要的角色。精神科護理人員可以實施許多精神科護理與照護，但在處方藥物以及其他醫療行為上受法律的限制。精神科社會工作者可以在法律、社會福利、機構安置等各方面協助精神病患與家屬。受過訓練的護理人員與社工，也能提供心理治療服務，通常較多人從事團體治療、心理劇或家族治療。
能執行精神生理評估並安排檢查的專業人士，一般而言只有精神科醫師。依台灣現行的醫療法與醫師法，則僅限於醫師能安排並判讀下列的檢查結果，如：腦電波圖（EEG）、電腦斷層掃瞄（CT/CAT）、核磁共振造影（MRI）、正子斷層掃瞄（PET）。常規進行上述的檢查並非必要，雖然多數精神疾病並非以當前普遍的影像學檢查所呈現的異常來做診斷，但臨床醫師仍會謹慎評估病患的生理狀況或身體疾病，因為許多生理疾病仍會造成或影響精神症狀。
除上述生理檢查及精神診斷會談外，醫師也會根據臨床判斷，轉介臨床心理師進行心理衡鑑或心理功能之檢查。常見的心理衡鑑包括整體性處預計劃之衡鑑、智能衡鑑、人格衡鑑、兒童青少年問題行為衡鑑、兒童發展遲緩衡鑑、臨床神經心理衡鑑等，藉由臨床心理學的專業及技術來評估病患的情緒狀態、發展狀況、心智功能、心理特質、腦行為功能以及人際適應，協助心理疾患診斷的確立並安排與執行治療計畫。
精神科醫師除了臨床照顧病人，也有部分專家投入研究及教學工作。這些專家可能只擁有其專長的學位，或同時擁有醫學士的資格（例如同時擁有醫學士以及哲學博士學位）。

### 次專科
精神醫學本身的領域目前已經發展出各種次專科，至少包括：
- 兒童青年精神醫學
- 成人精神醫學(包括精神病與情感疾患)
- 婦女精神醫學
- 老年精神醫學
- 照會精神醫學
- 急診精神醫學
- 成癮精神醫學
- 司法精神醫學
- 社區精神醫學
- 復健精神醫學
- 行為神經暨神經精神醫學（Behavioral Neurology and Neuropsychiatry）
- 精神藥理學
- 生物精神醫學
- 復健精神醫學
- 睡眠醫學
- 行為醫學
- 身心醫學（德國將身心醫學獨立於精神科之外）

有些精神科專業人員特別擅長協助特定年齡階段的族群，兒童青少年精神科醫師可以與兒童或青少年合作，一起處理心理問題。與老年人合作的醫師被叫為老人精神醫師。司法精神醫學的專家可以在刑事和民事案件上協助司法工作，也擅長協助已受羈押或受司法宣判，但有精神醫療需要的患者。

## 治療概況
大體來說，精神醫療在過去的幾十年，隨著生物影像醫學、基因研究、藥物發展等，迅速變動（參看後述歷史部分）。過去，精神病患被送入醫院，通常一住就是半年或一年，有些甚至住院長達數年之久。今天，大多數精神病患通常在門診接受治療，若有住院需要，平均住院天數約在一個月左右，但仍有少數的病患需要長期住院治療。
患有精神病的人依照通常仍醫學上的慣例，稱為病患、病人、或患者。有些醫師或治療師習慣以案主來稱呼。個案則可能是較不恰當的稱呼，因為其對應的詞乃是英文的case而非client。病患可以自行求診或經由其他醫師的轉介，以開始接受精神科醫師或其他的精神科專業人士的協助。除此之外，病患也可能在醫療機構住院中接受精神科醫師會診。因病情嚴重影響病患或旁人安全時，可能會由法院宣判或由公共衛生人員強制送醫等途徑接受精神醫療，此時可能會違反病患的意願。

### 初步評估
不論病患的來源為何，精神科醫師都要先評估病患的精神和身體狀態，進行診斷式會談（diagnostic interview）。訊息的來源除了與病患訪談之外，也參考其他訊息來源做為佐證，例如其他醫護人員和社會工作者、親戚、同事、警消人員、急救技術員、以及各式的精神科量表或問卷。進行身體檢查可以發現或排除身體疾病的診斷，例如甲狀腺機能失調或者腦部腫瘤等，也可以發現自我傷害、家庭暴力、兒童虐待等行為的徵兆。
和所有藥物一樣，精神藥物也可能造成病患中毒，高危險的藥物常需規則進行治療藥物監控。例如血球計數、血中鋰濃度等。有些藥物在使用之前，需要先進行血液生化檢查，建立身體代謝功能的基準線，這樣可以較容易避免藥物中毒或不良反應。

### 門診病患照護
精神病患包含住院病患及門診病患。精神病患常需週期性地回診，並與醫師或治療師會談，以更新對病患狀態的評估、提供心理治療或者調整藥物。精神科開業醫師看診的方式各有不同，取決於病患的狀態、病情起伏、和臨床醫師和病患的共識。

### 住院病患照護
精神科住院病患是指被收住在醫療院所的精神病患，他們有時是強制住院的。強制住院的標準通常依照社會能接受的標準，在維護個人自主權及保障人身安全間取折衷。在北美，強制住院的標準隨行政區域而異，可以寬鬆到任何精神疾病惡化，也可以嚴謹到唯有被認為對自身或他人有立即危險，也可能得由法庭裁決。在英國，採取的是最嚴謹的標準。中華民國也是採取相對嚴謹的規定，依照現行的《精神衛生法》規定，必須由精神科專科醫師評估，僅有罹患特定精神疾病的人，發病時有自殘或攻擊他人的危險時，才能強制鑑定或強制住院。在中华人民共和国，依据《中华人民共和国精神卫生法》，如果是严重精神障碍且有已经发生危害他人安全的行为，或者有危害他人安全的危险的，那么医疗机构应当要求其住院，而如果只有自我伤害的行为则以监护人意愿为准，并不强制其住院。在香港，根據《精神健康條例》，為了保護某人自身或其他人，可以強制精神紊亂的人住院治療。同時，若果有人認為自己需要接受精神科治療，也可自願進行住院治療。
急性精神病房可以分為封閉式或開放式，醫師評估患者情況安排適當病房治療。有自殘或攻擊他人之虞的患者通常得在封閉式病房接受治療一段時間。大部分精神病房同時收男女病患。
在中华人民共和国，住院患者通常以所患疾病和性别不同被分配到不同疗区，但儿童精神科住院患者则不会区别所患疾病和性别。
住院期間，醫師和病患討論，評估、監控、一同決定藥物與心理治療方式、並且由醫療團隊來照顧。醫療團隊由多重專業組成，可以包括醫師、精神科護理人員、臨床心理師、職能治療師、社會工作師、和其他精神健康專業人士。如果評估病患有傷害自己或者他人的風險時，可能會被持續或間歇的密切監護；在無法自我控制時，可能會暫時接受保護性身體約束或者藥物協助。住院病患可在病情許可下，與醫師討論暫時離開醫院。

## 精神科學的歷史

### 古代
在公元前5世紀，當時的人認為有精神病患者，特別是有遺傳性精神病的，具有天生的超自然能力。這種觀念，到古希臘及古羅馬時依然繼續。在在西方的精神醫學史上，早期有關精神失調的紀錄都是以希臘文寫的。在前4世紀時，希波克拉底認為精神疾患如同其他身體疾患一樣，是由自然因素所引起，且需要醫學治療的。他提出精神上的失調，可能源自生理上的異常。然而，這個概念卻由於羅馬帝國的衰落而沒有再被深入探討。

### 中世紀時期
在公元705年伊斯蘭黃金時期，世界上第一座精神病院在巴格達落成。其後在8世紀初期，位於非斯的精神病院亦落成，到公元800年，開羅亦建成了精神病院。與中世紀的基督教醫師不同的是，伊斯蘭的醫師並沒有把精神病視為邪靈附體，反而透過臨床心理學的經驗而為病人治療。他們的經驗，使精神治療得到長足的發展，並首先開發出心理治療及道德治療等方法。此外，他們在治療中亦運用了浸浴、藥物、音樂及職業治療。
歐洲到了中古黑暗時期，由於受到基督教影響，認為精神錯亂乃是魔鬼附身的現象，企圖為之驅魔。於是他們會用盡各種殘忍又野蠻的方法來為病人「治病」，例如：有時把病人用火燒、或用棍子打、或用烤紅的鐵棒燒病人前額，想使病人恢復理智，有些甚至在病人頭部開個小洞，想放出污氣，治癒病人。在無技可施後，也只好將病人長期關在療養院中，以鐵鏈鏈住。這也算是精神醫學的黑暗時代，直到16世紀才告別中古以來的巫魔想法。

### 近代
1883年，埃米爾·克雷佩林把精神病有系統的加以分類，建立了敘述性精神醫學的基礎，也被稱為現代精神醫學之父。至於在精神病的病因上，則由器質性、心因性的演變到目前綜合性的病因看法。除了佛洛伊德在動力精神醫學上，對人格構造、潛意識及心性發展上之貢獻，乃至影響心理治療的發展外，特別是精神藥物的出現，如1950年合成了Chloropromazie（Wintemin）對現代精神醫學有極重大的貢獻。 
精神藥物的出現，改善了精神醫學的治療與護理方式，且由於藥物之清楚分類（如抗精神病藥，抗焦慮劑、抗鬱劑等）也對精神疾病有了較清楚的歸類。整個治療如心理治療、藥物治療、產業治療、職能治療、康樂治療、環境治療等，也就更能針對不同的精神疾病，甚至同一個精神疾病的不同病程和時期，提供較適當的協助了。

### 東亞地區
在中國的醫學史上對精神疾病的看法很久前即有記載，如癲狂、癲癇、奔豚病、花瘋，或怒鬱、思鬱、憂鬱、詐病及煩躁、虛煩、怒、悲、驚、悸、恐、健忘等疾病或症狀描述。相較於西方，這部分的醫療，較少受到宗教的影響，病患也未遭到黑暗時期的悲慘醫療待遇。不過也曾在晉、唐、五代時期，引入了邪氣、鬼氣說，讓其一度偏離傳統醫學的脈絡。
在台灣的精神醫學，多半依循西方的步調，早期投入精神醫學領域的人力與經費都非常有限，甚至精神科與神經內科亦不分家，而共有神經精神醫學會。各醫院中有精神科乃至精神科病房者寥寥可數。這些人力亦大多投注在重大精神疾病及藥物治療上，由於資源提供上不足給民間的療養院，甚至對未立案的龍發堂等場所所提供生存發展的空間，也因這樣供需的失調，以至於醫療照顧之品質無力提昇，除非主事者特別投入心力和經費，否則即便一小步的軟硬體改善，也是相當的困難。直到政府在精神醫療網上的推動，開始注入大量的經費和人力，及1979年通過之精神衛生法，雖然醫療、家屬、警察、社政等相關人員仍在摸索教育自己在其中的角色和定位，也才讓整個治療的過程還是有了初步依循的根據。由於人力的加增，對精神疾病照顧的範圍，有更多的觸角伸向非嚴重精神疾病的病患，1984年台北市立療養院與台大醫院精神科，設立了沒有24小時強制門禁的精神官能症病房，也可算是一個代表性的里程碑。象徵台灣精神醫學界對這些一般而言在職業、人際等自我功能上尚稱穩定，但在某些情況下引發障礙的個案正式邁開協助的步伐。而在台灣，在大眾心理學流行數十年之後，與精神分析相關連的，深度心理學的領域，也開始有較多具生物醫學背景的精神科醫療人員的投入。另外在治療上如日間留院、復健治療等也從過去的少數項目、簡陋的環境，更趨向多樣化與進步。且與別的領域合作，如戒毒、監獄特殊犯罪對象評估的方式，或獨自探索的方式，如酒癮病房。雖然要走的路，可能都還很漫長，但也還算是一種進步。

## 精神科範疇的問題及疾病
精神科范畴的问题及疾病包括：
- 思覺失調症（schizophrenia）
- 憂鬱症（depression）
- 情感性精神病（affective psychosis），又稱躁鬱症（bipolar disorder）
- 焦慮疾患（anxiety）、懼曠症（phobia）等
- 創傷後壓力症候群（PTSD）、複雜性創傷後壓力症候群
- 人格疾患（personality disorder）
- 老人精神醫學（英语：Geriatric psychiatry）（old age psychiatry）
- 物質濫用（substance abuse），如酒癮、药物滥用
- 兒童與青少年精神疾患，如注意力缺失疾患、自閉症
- 學習疾患
- 性別認同疾患
- 司法精神醫學
- 跨文化精神醫學

### 引用
1. ↑  中华人民共和国精神卫生法第三十条：第十一届全国人民代表大会常务委员会. . 北京市通州区人民政府. 北京市通州区人民政府.   [2021-08-07]. （原始内容存档于2022-06-07）.
2. ↑  北京安定医院. . 首都医科大学附属北京安定医院.   [2021-08-07]. （原始内容存档于2022-06-07）.
3. 1 2 3 4  Elkes, A. & Thorpe, J.G. (1967). A Summary of Psychiatry. London: Faber & Faber, p. 13.
4. ↑  Shorter, E. (1997). A History of Psychiatry: From the Era of the Asylum to the Age of Prozac. New York: John Wiley & Sons, Inc, p. 1. ISBN 978-0-471-24531-5
5. ↑  Oxford Handbook of Psychiatry